# Louis Metman
Pour les articles homonymes, voir Metman.
Louis Metman (Arras, 27 juin 1862 - Paris, 13 avril 1943) est un conservateur du musée des Arts décoratifs ayant participé à sa fondation. Il en devient le curateur adjoint en 1892 et conservateur en 1898.

## Biographie
Louis Metman est le fils du général Jean-Louis Metman (1814-1889) et de Mathilde Eugénie de Heeckeren d'Anthès. Il est le petit-fils du baron Georges Charles de Heeckeren d'Anthès qui tua son beau-frère le poète Pouchkine en duel.
Après des études de diplomate, Louis Metman entre au musée des Arts décoratifs à Paris en 1892 en tant qu’attaché de conservation. Nommé conservateur en 1898, il le reste jusqu’à sa mort en 1943.
En 1900, il orchestre la réalisation du Pavillon des Arts décoratifs pour l’Exposition universelle de 1900. En 1905, il est l’artisan de l’installation du Musée des Arts décoratifs dans le pavillon et l'aile de Marsan. Il rédige les monumentaux catalogues sur le bois et le métal du Musée, organise plus de 150 expositions dont les sujets éclairent tous les aspects des arts décoratifs : la gravure, la céramique, le textile, le verre, la tapisserie et l’orfèvrerie, mais aussi le décor de théâtre et celui de la vie à différentes époques, les chefs-d’œuvre des arts orientaux et l’art populaire. Parmi bien d'autres expositions remarquables, l'exposition byzantine de 1931 fera date.
Il est également un collectionneur réputé de l'art japonais.
Il est un des invités privilégiés aux célèbres déjeuners "Louvre" et "Marsan" du comte Moïse de Camondo.
Jacques-Émile Blanche réalise un portrait de lui en 1888.
De 1915 à 1943, il noue une profonde et durable amitié avec le peintre Léon Gard qui exécute deux portraits de lui, en 1918 et 1932.